# Stenobrachius nannochir
Stenobrachius nannochir är en fiskart som först beskrevs av Gilbert, 1890.  Stenobrachius nannochir ingår i släktet Stenobrachius och familjen prickfiskar. Inga underarter finns listade i Catalogue of Life.